# 대영광송
대영광송(大榮光頌, Gloria)은 가톨릭교회의 미사와 정교회의 주일조과(主日朝果), 성공회의 감사성찬례, 루터교 주일예배 때 신의 영광을 찬미하는 기독교 찬미가이다. 예수가 태어났을 때 천사들이 찬미했다는 누가 복음서의 예수 탄생 전승에 기초를 두고 있으며, 대림시기와 사순시기를 제외한 모든 주일, 대축일, 축일 또는 지역의 성대한 축제에는 서서 '대영광송'을 모두 함께 또는 번갈아 노래하거나 외운다.

## 본문

### 한국천주교회
† 하늘높은 데서는 하느님께 영광

○ 땅에서는 주님께서 사랑 하시는 사람들에게 평화.

● 주 하느님, 하늘의 임금님

○ 전능하신 아버지 하느님,

● 주님을 기리나이다, 찬미하나이다.

○ 주님을 흠숭하나이다. 찬양하나이다.

● 주님 영광 크시오니 감사하나이다.

○ 외아들 주예수 그리스도님

● 주 하느님, 성부의 아드님

○ 하느님의 어린양,

● 세상의 죄를 없애시는 주님, 저희에게 자비를 베푸소서.

○ 세상의 죄를 없애시는 주님, 저희의 기도를 들어주소서.

● 성부 오른편에 앉아계신 주님, 저희에게 자비를 베푸소서.

○ 홀로 거룩하시고, 홀로 주님이시며, 홀로 높으신 예수 그리스도님,

◎ 성령과 함께 아버지 하느님의 영광안에 계시나이다. 아멘.

### 한국정교회
1. 지극히 높은 곳에서는 하느님께 영광이요, 땅에서는 평화, 사람들에게는 사랑이요.

2. 우리는 주의 위대한 영화에 대하여 찬양하고 경배하고 영광과 감사를 드리나이다.

3. 주여, 임금이시여, 하느님이시여, 전능하신 아버지여, 주여 외아들이시여, 예수 그리스도여, 성령이시여.

4. 주 하느님이시여, 주의 어린양이시여, 아버지의 아들이시여, 세상의 죄를 없애시는 주여, 죄지은 우리 모두를 불쌍히 여기소서.

5. 아버지 오른편에 앉아 계시는 주여, 우리 기도를 들어 주시고 불쌍히 여기소서.

6. 하느님 아버지 영광 안에 예수 그리스도, 홀로 거룩하시고 홀로 주님이시도다, 아멘.

7. 날마다 주님을 찬송하고, 주님의 이름을 항상 대대로 영원히 찬양하나이다.

8. 주여, 오늘 우리가 죄를 짓지 않게 보호해 주소서.

9. 영화로우신 주여, 우리 조상들의 하느님, 주님의 이름에는 영원히 찬양과 영화가 있나이다.

10. 우리가 주님께 바라는 대로 자비를 베풀어 주소서.

11. 영화로우신 주여, 내게 올바른 길을 가르쳐 주소서.

12. 주여, 주님은 대대로 우리의 피난처가 되었나이다. 나는 말씀드렸나이다. 주여 나를 불쌍히 여기소서.

13. 주여, 주께로 피하나이다. 주는 나의 하느님이니 주의 뜻대로 행하도록 나를 가르쳐 주소서.

14. 주님은 생명의 근원이고, 주의 빛 속에서 우리가 빛을 보게 되겠나이다.

15. 주의 자비를 우리에게 더 오래 베풀어 주소서. 거룩한 하느님이시여, 거룩하고 전능하신 이여, 거룩하고 영원하신 이여, 불쌍히 여기소서.

16. 영광이 성부와 성자와 성령께, 이제와 항상 또 영원히 있나이다, 아멘. 거룩하고 영원하신 이여, 불쌍히 여기소서. 거룩한 하느님이시여, 거룩하고 전능하신 이여, 거룩하고 영원하신 이여, 불쌍히 여기소서.

### 대한성공회
대한성공회에서는 감사성찬례 입당예식때 드리는 기원송가중 하나로 대영광송을 사용한다. 집전자는 감사성찬례에 대한 의향에 따라 기원송가(기리에, 거룩하신 하느님, 우리에게 오시어, 대영광송)중 하나를 정하여 사용할 수 있으며, 대영광송은 주일 감사성찬례를 비롯한 성탄절과 부활절에 사용한다. 2004년 대한성공회 성공회 기도서에서는 대영광송을 영광송이라고 부르기도 한다. 아래는 대한성공회에서 쓰이는 대영광송이다.
하늘 높은 곳에는 하느님께 영광.

땅에서는 그가 사랑하시는 사람들에게 평화.

주 하느님, 하늘의 임금이여, 전능하신 하느님 성부여,

주를 경배하오며 주께 감사하오며 주의 영광을 찬미하나이다.

주 예수 그리스도, 성부의 외아들이여.

주 하느님, 하느님의 어린양이여, 세상의 죄를 없애시는 주여,

우리를 불쌍히 여기소서.

성부 오른편에 앉아 계시는 주여,

우리의 기도를 들어주소서.

하느님 성부의 영광 안에 성령과 함께, 

예수 그리스도 홀로 거룩하시고, 

홀로 주님이시고, 

홀로 높으시도다! 아멘.

### 기독교한국루터회
하늘 높은 곳에는 하나님께 영광.

땅 위에는 그의 백성에게 평화.

주 하나님, 왕의 왕, 전능하신 아버지,

우리의 찬송과 감사 예배를 드리나이다.

주의 영광 높이 받들어 찬양을 드리나이다.

하나님의 외아들 주 예수 그리스도,

세상 죄를 지고 가는 하나님의 어린양

우리를 불쌍히 여기소서,

하나님 우편에 앉으신 주님, 우리의 기도를 들으소서.

주님 홀로 거룩하시고 주님 홀로 우리의 구주이시며, 

성부와 성령과 함께 

주님 홀로 높으신 영광을 받으소서. 

아멘.

## 원어 및 번역

### 라틴어(원문)
Gloria in excelsis Deo,

et in terra pax hominibus bonae voluntatis.
  
Laudamus te,
				     
Benedicimus te,
				     
Adoramus te,
				     
Glorificamus te,
			    
Gratias agimus tibi propter magnam gloriam tuam,
                         
Domine Deus, Rex caelestis, Deus Pater omnipotens.
			
Domine fili unigenite, Jesu Christe,
	     
Domine Deus, Agnus Dei, Filius patris,
	     		
Qui tollis peccata mundi, miserere nobis. 
                             
Qui tollis peccata mundi, suscipe deprecationem nostram.
		
Qui sedes ad dexteram Patris, miserere nobis.
				
Quoniam tu solus sanctus,
		     				
Tu solus Dominus,
			     
Tu solus Altissimus, Jesu Christe,
	     
Cum Sancto Spiritu in gloria Dei Patris. Amen.	

라틴어 문장에 대한 해석은 여기에서 살펴볼 수 있다.

### 영어
Glory to God in the Highest

And peace to His people on earth.

Lord God, heavenly King, Almighty God and Father;

We worship you, we give you thanks,

We praise you for your glory.

Lord Jesus Christ, Only Son of the Father.

Lord God, Lamb of God

You take away the sins of the world, have mercy on us;

You are seated at the right hand of the Father, receive our prayer.

For You alone are the Holy One,

You alone are the Lord,

You alone are the Most High Jesus Christ, 

With the Holy Spirit in the Glory of God the Father. Amen.

## 같이 보기
- 소영광송